# 장독대 (만화영화)
《장독대》는 이두호 원작의 애니메이션이다. 문화방송창사 30주년 장편 TV 만화영화로 방영되었다. 포졸이 되는 것이 소원인 소년 장독대가 범인을 잡아낸다는 내용이다.

## 제작진
오프닝 크레딧
- 기획: 황선길, 이용석
- 원작: 이두호
- 콘티: 김주인
- 애니메이션제작: ㈜동양동화 (대표: 전명옥)
- 총감독: 배영랑
- 미술감독: 오응환
- 음악효과: 이춘화
- 음향효과: 윤덕영, 이준성
- 진행: 서기수
- 캐릭터·원화작감: 배종명
- 배경음악: 마상원
- 특별연주: 이생강
- 동화작감: 이정성, 최정
- 촬영: 최성일
- 편집: 이동규
- 파이널체킹: 민경조, 유영수
- 녹음기술: 진수웅, 신기옥

엔딩 크레딧
- 우리말녹음: 이선주 (장독대), 기경옥 (난실이), 박일, 김은영, 이영달, 안정현, 김용식, 서영애, 한상혁, 한영숙, 박태호, 곽대홍, 권혁수, 최성우, 박인숙, 이승환, 김윤정, 황미영
- 기획: 황선길, 이용석
- 원작: 이두호
- 콘티: 김주인
- 애니메이션제작: ㈜동양동화 (전명옥)
- 총감독: 배영랑
- 미술감독: 오응환
- 진행: 서기수
- 캐릭터·원화작감: 배종명
- 음악효과: 이춘화
- 배경음악: 마상원
- 음향효과: 윤덕영, 이준성
- 녹음기술: 진수웅, 신기옥
- 그래픽디자인: 박명호
- 제작진행: 서기수
- 파이널체킹: 민경조, 유영수
- 원화: 손종진, 박이남, 전흥익, 오세일, 김경란, 현빈이
- 동화: 김송희, 여흥숙, 신미진, 박현아, 이소영, 선길숙, 김성수, 양원제, 이승일, 김태준
- 동화작감: 이정성, 최정
- 선화: 정인선, 임경미, 남은영, 류승현
- 채화: 배문숙, 김희숙, 임봉옥, 이경자, 정옹영, 이상미, 박춘화, 유미숙, 강미숙, 김분숙
- 배경: 김희환, 임정숙, 한계숙, 김용성
- 특수효과: 정재희
- 제록스: 우성임
- 촬영: 최성일, 정재철, 윤학수
- 편집: 이동규
- 현상: 제일현상소
- 제작: MBC-TV 편성국 영화부

## 등장인물
- 성우 이선주: 장독대 역
- 성우 송도영: 숙영낭자 역
- 성우 김은영: 장독대의 이모 역
- 성우 이영달: 이조판서 김대감 역
- 성우 박태호: 사또 역
- 성우 박일: 강포교 역
- 성우 기경옥: 난실낭자 역
- 성우 권혁수: 난실의 오빠 역

## 같이 보기
- 이두호